# الراشد ساهوباه
الراشد بن حافظ كاليماتون ساهوباه (ولد في 1827 - توفي في 1912) حاخام يمني بارز في القرنين التاسع عشر والعشرين.
ابنه سعيد ولد في عام 1879 وتوفي في ستينات القرن العشرين في قرية صغيرة خارج ردعة. حفيده إبراهيم يحكم قبيلته لحد الآن.